# Sextus Furius (Konsul 488 v. Chr.)
Sextus Furius war gemäß der legendären antiken Überlieferung römischer Konsul im Jahre 488 v. Chr. zusammen mit Spurius Nautius Rutilus.
Sextus Furius wird in der Überlieferung von Livius ohne Cognomen erwähnt, ebenso nennt Dionysios von Halikarnassos kein Cognomen.
Zum Jahr 488 berichten Livius und Dionysios von Halikarnassos vom Feldzug Coriolans gegen Rom, jedoch spielen die Konsuln des Jahres in diesen Erzählungen keine wesentliche Rolle.